# Jota Geminorum
Jota Geminorum (ι Gem, ι Geminorum) är en ensam stjärna av 4:e magnituden i stjärnbilden Tvillingarna. På himlen bildar den en likbent triangel tillsammans med Castor och Pollux, och ligger mindre än en grad från stjärnorna 64 och 65 Geminorum av 5:e magnituden. Den kallas även traditionellt för Propus, som betyder "framfot" på latin.

## Egenskaper
Baserat på en årlig parallaxförskjutning av 27,10  mas, befinner sig Iota Geminorum omkring 120,4 ljusår från solen. Den är en utvecklad röd tät jättestjärna av spektraltyp G9 III. Den ingår sannolikt i populationen i Vintergatans tunna galaktiska skiva. Stjärnans massa är 1,89 gånger solens, men har expanderat till 10 gånger solens radie. Det lyser med 48 gånger solens strålning från sin yttre atmosfär vid en effektiv temperatur på 4 753 K.

## Mytologi
Inom vissa folkgrupper längs kusten av Arabiska havet med språk som påverkats av Mesopotamien, kallas Jota Geminorum i muntliga traditioner Saritcha. Det symboliserar kamratskap, klart påverkat av antingen grekisk eller babylonisk mytologi.